# Transgender Dysphoria Blues
Transgender Dysphoria Blues — шестой студийный альбом панк-рок группы Against Me!, вышедший в 21 января 2014 года, выпущенный Total Treble Music и Xtra Mile Recordings. Альбом посвящен гендерной дисфории, каминг-ауту и переходу Лоры Джейн Грейс.

## Об альбоме
Группа впервые объявила о работе над новым альбомом в ноябре 2011 года. Группа приступала к записи альбома несколько раз. Первоначально группа начала записывать несколько базовых треков, а затем отправилась в тур, после которого решила начать все сначала. Затем альбом был полностью записан, за исключением вокала, когда барабанщик Джей Вайнберг покинул группу. Сначала группа хотела, чтобы вместо Вайнберга в записе альбома принимал участие Атом Уиллард, чтобы соответствовать ранее записанным трекам, но это не сработало. Начиная всё заново, группа начала запись альбома в Studio 606 в феврале 2013 года. В мае 2013 года басист Эндрю Сьюард также покинул группу. Месяц спустя Фэт Майк присоединился к группе в студии, сыграв три трека, два из которых попали в альбом. В том же месяце запись альбома была завершена.

## Отзывы
Уилл Гермес из журнала Rolling Stone оценил альбом в 3.5 бала из 5 и охарактеризовал его как «Серия бодрящих песен о саморазрушающейся девочке в теле мальчика, это тематическое потомство Лу Рида (см. Berlin и т. д.)», и отметил, что «нужны стальные яйца, чтобы сделать каминг-аут играя в этом жанре. Удачи, сестра». Также Гермес сказал, что альбом музыкально «придерживается устоявшегося стиля группы» и это «ограничивает диапазон».
Награды
| Издание              | Позиция | Чарт                         |
| -------------------- | ------- | ---------------------------- |
| American Songwriter  | 20      | Топ 50 альбомов 2014 года    |
| Consequence of Sound | 6       | Топ 50 альбомов 2014 года    |
| Noisey               | 2       | Топ 25 альбомов 2014 года    |
| PopMatters           | 6       | 80 лучших альбомов 2014 года |
| Rolling Stone        | 15      | 50 лучших альбомов 2014 года |
| Spin                 | 14      | 50 лучших альбомов 2014 года |
| Stereogum            | 14      | 50 лучших альбомов 2014 года |
| TIME                 | 7       | 10 лучших альбомов 2014 года |
| The Village Voice    | 10      | Pazz+Jop альбомы 2014 года   |

## Коммерческий успех
Альбом дебютировал на Billboard 200, заняв 23 место. Он также дебютировал заняв 6 место на Top Rock Albums. За первую неделю было продано 10 000 копий. По состоянию на август 2016 года в США было продано 45 000 копий альбома.
| Чарт (2014)                          | Лучшее место |
| ------------------------------------ | ------------ |
| Australian Albums (ARIA)             | 89           |
| US Billboard 200                     | 23           |
| US Independent Albums (Billboard)    | 2            |
| US Top Rock Albums (Billboard)       | 6            |
| US Top Tastemaker Albums (Billboard) | 2            |

## Список композиций
Слова и музыка всех песен — написаны Лорой Джейн Грейс.
| №                   | Название                                                                                       | Длительность |
| ------------------- | ---------------------------------------------------------------------------------------------- | ------------ |
| 1.                  | «Transgender Dysphoria Blues» (often erroneously titled "Talking Transgender Dysphoria Blues") | 3:16         |
| 2.                  | «True Trans Soul Rebel»                                                                        | 3:12         |
| 3.                  | «Unconditional Love»                                                                           | 2:51         |
| 4.                  | «Drinking with the Jocks»                                                                      | 1:48         |
| 5.                  | «Osama bin Laden as the Crucified Christ»                                                      | 2:57         |
| 6.                  | «FUCKMYLIFE666»                                                                                | 2:56         |
| 7.                  | «Dead Friend»                                                                                  | 3:02         |
| 8.                  | «Two Coffins»                                                                                  | 2:20         |
| 9.                  | «Paralytic States» (also known as "Paralytic States of Dependency")                            | 3:12         |
| 10.                 | «Black Me Out»                                                                                 | 3:09         |
| Общая длительность: | Общая длительность:                                                                            | 28:43        |

## Над альбомом работали

### Группа
- Лора Джейн Грейс — вокал, гитара, бас (кроме двух треков), арт-режиссёр, продюсер
- Джеймс Боуман — гитара, бэк-вокал
- Атом Уиллард — ударные, перкуссия

### Другие музыканты
- Фэт Майк — бас (треки 3, 6)

### Производство и дизайн
- Билли Буш — звукорежиссёр
- Steak Mtn — дизайн, типография и иллюстрация